# Guinea en la Copa Mundial de Fútbol Sub-17 de 2015

La Selección de Guinea será uno de los 24 equipos participantes en la Copa Mundial de Fútbol Sub-17 de 2015, torneo que se llevará a cabo entre el 17 de octubre y el 8 de noviembre de 2015 en Chile.
El conjunto de Guinea se clasificó a la copa Mundial, después de acceder a las semifinales en el Campeonato Africano Sub-17 de 2015, ahí logró el tercer lugar derrotando por 3-1 a Nigeria.

## Participación

### Grupo B
| Equipo        | Pts | PJ | PG | PE | PP | GF | GC | Dif |
| ------------- | --- | -- | -- | -- | -- | -- | -- | --- |
| Inglaterra    | 1   | 1  | 0  | 1  | 0  | 1  | 1  | 0   |
| Guinea        | 1   | 1  | 0  | 1  | 0  | 1  | 1  | 0   |
| Brasil        | 0   | 0  | 0  | 0  | 0  | 0  | 0  | 0   |
| Corea del Sur | 0   | 0  | 0  | 0  | 0  | 0  | 0  | 0   |

| 17 de octubre de 2015, 16:00 | Inglaterra | 1:1 (0:0) | Guinea       | Estadio Francisco Sánchez Rumoroso, Coquimbo |                           |
|                              | Hinds 61'  |           | Bangoura 76' | Árbitro(s): Roberto Tobar                    | Árbitro(s): Roberto Tobar |

| 20 de octubre de 2015, 20:00 | Corea del Sur | Partido 16 | Guinea | Estadio La Portada, La Serena |  |
|                              |               |            |        | Árbitro(s):                   |  |

| 23 de octubre de 2015, 17:00 | Guinea | Partido 25 | Brasil | Estadio Sausalito, Viña del Mar |  |
|                              |        |            |        | Árbitro(s):                     |  |

- Datos: Q20016847